# Contea di Perquimans
La contea di Perquimans in inglese Perquimans County è una contea dello Stato della Carolina del Nord, negli Stati Uniti. La popolazione al censimento del 2000 era di 11 368 abitanti. Il capoluogo di contea è Hertford.